# 永觀
永觀（983年5月29日~985年5月19日）是日本的年號。使用這年號之日本天皇是圓融天皇與花山天皇。

## 改元
- 天元六年四月十五（983年5月29日）：改元。
- 永觀三年四月廿七（985年5月19日）：改元寬和。

## 出處
此出處有懷疑：
- 《尚書·洛誥》：王曰：「公！予小子其退即辟于周，命公後。……王伻殷乃承敘，萬年其永觀朕子懷德。」

## 紀年、干支、西曆對照表
| 永觀 | 元年  | 二年  | 三年  |
| 公元 | 983年 | 984年 | 985年 |
| 干支 | 癸未  | 甲申  | 乙酉  |